# Magdalena Łuczak
Magdalena Łuczak (Łódź, 31 dicembre 2001) è una sciatrice alpina polacca.

## Biografia
Attiva in gare FIS dal novembre del 2017, la Łuczak ha esordito in Coppa Europa il 25 gennaio 2018 a Melchsee-Frutt in slalom speciale (8ª) e in Coppa del Mondo l'8 marzo 2019 a Špindlerův Mlýn in slalom gigante, in entrambi i casi senza completare la prova. Ai Mondiali di Cortina d'Ampezzo 2021, sua prima presenza iridata, si è classificata 19ª nello slalom gigante; sempre in slalom gigante il 28 febbraio dello stesso anno ha colto a Livigno il primo podio in Coppa Europa (3ª). Ai XXIV Giochi olimpici invernali di Pechino 2022, suo esordio olimpico, si è classificata 26ª nello slalom gigante, 10ª nella gara a squadre e non ha completato lo slalom speciale; l'anno dopo ai Mondiali di Courchevel/Méribel 2023 si è piazzata 9ª nella gara a squadre (partecipando come riserva) e non ha completato lo slalom gigante e a quelli di Saalbach-Hinterglemm 2025 è stata 27ª nello slalom gigante e 10ª nella gara a squadre.

## Palmarès

### Coppa del Mondo
- Miglior piazzamento in classifica generale: 79ª nel 2024

### Coppa Europa
- Miglior piazzamento in classifica generale: 15ª nel 2021
- 3 podi:
  - 1 secondo posto
  - 2 terzi posti

### Nor-Am Cup
- Miglior piazzamento in classifica generale: 22ª nel 2024
- 2 podi:
  - 2 vittorie

#### Nor-Am Cup - vittorie
| Data             | Località       | Paese  | Specialità |
| ---------------- | -------------- | ------ | ---------- |
| 13 dicembre 2023 | Mont-Tremblant | Canada | GS         |
| 14 dicembre 2023 | Mont-Tremblant | Canada | GS         |

Legenda:

GS = slalom gigante

### Campionati polacchi
- 7 medaglie:
  - 6 ori (slalom speciale nel 2018; slalom gigante nel 2019; slalom gigante nel 2021; supergigante, slalom gigante, combinata nel 2023)
  - 1 argento (slalom gigante nel 2018)